# Хойбергер, Рихард
Рихард Хойбергер (нем. Richard Heuberger; 18 июня 1850, Грац — 28 октября 1914, Вена) — австрийский музыкальный критик, композитор и дирижёр.

## Биография
Окончил консерваторию в Граце. С 1878 года дирижировал в Венской певческой академии.
С 1902 по 1909 год преподавал в Венской консерватории (среди его учеников, в частности, Клеменс Краус и Ираклий Джабадари). Работал музыкальным критиком в газетах «Wiener Tagblatt» (с 1881), «Menchener Allgemeine Zeitung» (с 1889), «Neue Freie Presse» (1896—1901).

## Произведения
- «Бал в опере» — «Der Opernball» (1898)
- «Приключения новогодней ночи» — «Abenteuer einer Neujahrnacht» (1886)
- «Мануэль Венегас» — «Manuel Venegas» (1889)
- «Босоножка» — «Barfüssele» (1905)